# Новая Студеновка
Новая Студеновка — село в Сердобском районе Пензенской области. Административный центр Новостудёновского сельсовета.

## География
Село находится в юго-западной части Пензенской области, на расстоянии примерно 11 км (по прямой) к юго-востоку от Сердобска, административного центра района.

### Часовой пояс
Село Новая Студеновка, как и вся Пензенская область, находится в часовой зоне МСК (московское время). Смещение применяемого времени относительно UTC составляет +3:00.

## Население
| 1859  | 1877  | 1886  | 1897  | 1911  | 1926  | 1928  |
| ----- | ----- | ----- | ----- | ----- | ----- | ----- |
| 1639  | ↗2425 | ↗2719 | ↗2943 | ↗3720 | ↘3104 | ↘3057 |
| 1939  | 1959  | 1979  | 1989  | 1996  | 2002  | 2010  |
| ↘1262 | ↘1218 | ↘650  | ↘546  | ↗581  | ↘531  | ↘438  |

### Национальный состав
Согласно результатам переписи 2002 года, в национальной структуре населения русские составляли 95 % из 531 чел.